# Mathias Klintberg
Mathias Klintberg, född 9 oktober 1847 i Närs prästgård på Gotland, död 18 juni 1932 i sitt hem på Smedjegatan i Visby, var en svensk skolman och folkminnesforskare.

## Biografi
Klintberg blev filosofie doktor i Uppsala 1886, var lektor i engelska och franska i Visby 1888–1912 och föreståndare för Gotlands fornsal 1889–1907. Klintberg gjorde värdefulla samlingar av olika slag angående gotländskt kulturliv och utgav bland annat Laumålets kvantitet och aksent (1884), Några anteckningar om Gotland (1909) samt Spridda drag ur den gotländska allmogens lif (1914).
Han är begraven på Norra kyrkogården i Visby.